# 闽州
闽州，中国古代的州。

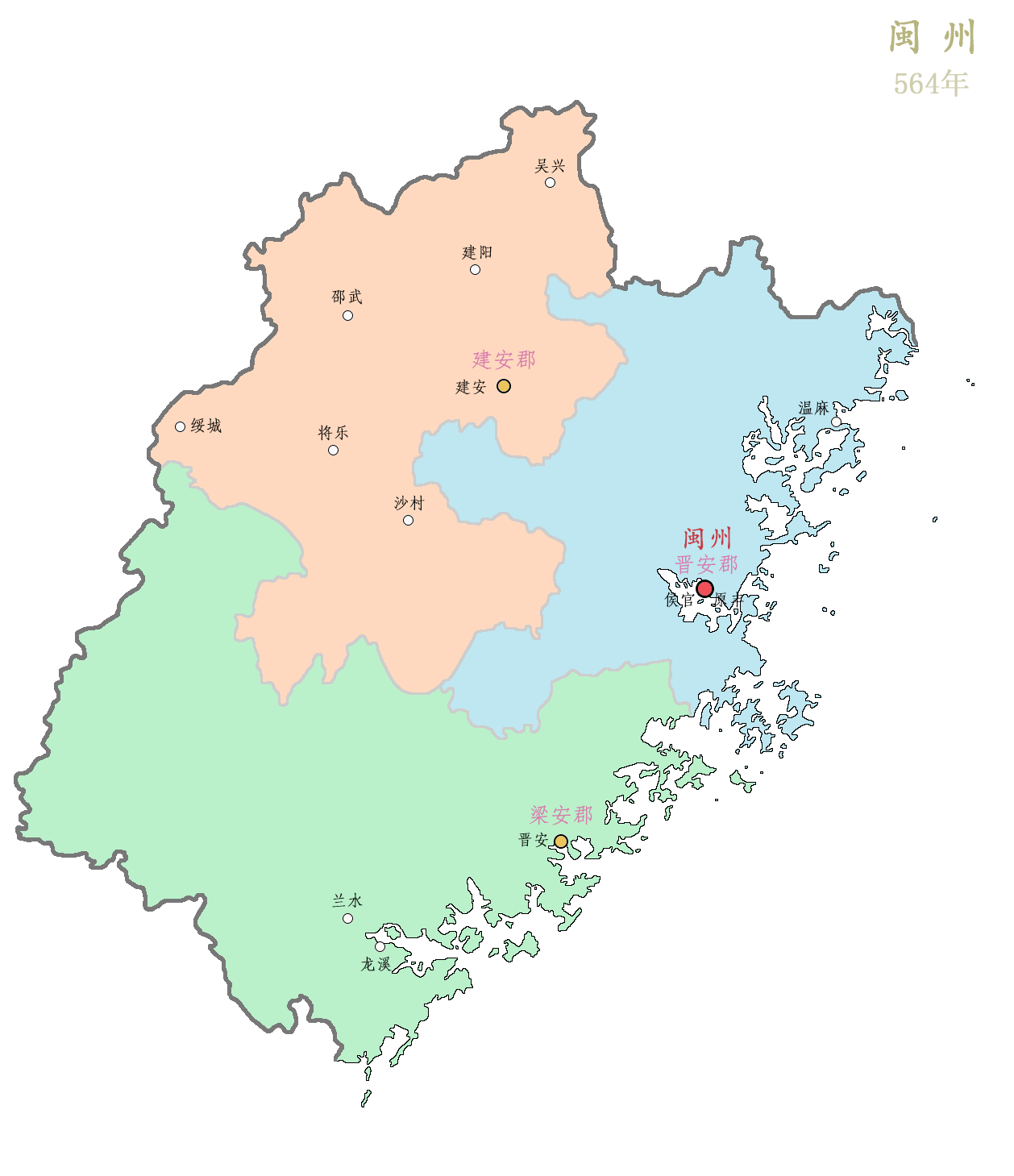
闽州（564年）

南朝陈永定元年（557年），陈朝为羁縻割据闽中的陈宝应，置闽州，任命陈宝应为闽州刺史；治所在侯官县（今福州市鼓楼区）；辖晋安、建安、梁安三郡，相当于今福建省大部分地区。天嘉五年（564年），南陈朝廷消灭陈宝应割据政权；六年（565年），撤销闽州，其地并入东扬州。光大二年（568年），置丰州，治所在侯官县。隋大业二年（606年），改泉州为闽州，治所在原丰县（今福州市）。大业三年（607年），改闽州为建安郡。唐朝景云二年（711年），复改泉州为闽州，治所在闽县（今福州市），下辖闽县、长乐县（今福州市长乐区古槐镇）、连江县（今福州市连江县敖江镇白沙村）、万安县（今福清市）、侯官县（今福州市闽侯县上街镇侯官村）、温麻县（今宁德市霞浦县松城街道）；同时，改泉州都督府为闽州都督府，领闽州、武荣州、建州、漳州、潮州。开元十三年（725年），改闽州为福州；同时，改闽州都督府为福州都督府。
| 隋朝行政区划変遷 | 隋朝行政区划変遷     | 隋朝行政区划変遷            | 隋朝行政区划変遷            | 隋朝行政区划変遷 | 隋朝行政区划変遷 | 隋朝行政区划変遷          |
| 区分             | 開皇元年             | 開皇元年                    | 開皇元年                    | 開皇元年         | 区分             | 大業3年                   |
| ---------------- | -------------------- | --------------------------- | --------------------------- | ---------------- | ---------------- | ------------------------- |
| 州               | 丰州                 | 丰州                        | 丰州                        | 广州             | 郡               | 建安郡                    |
| 郡               | 晋安郡               | 建安郡                      | 南安郡                      | 義安郡           | 县               | 閩县 建安县 南安县 龙溪县 |
| 县               | 原丰县 侯官县 温麻县 | 建安县 吴興县 建陽县 沙村县 | 晋安县 龙溪县 蘭水县 莆田县 | 綏安县           | 县               | 閩县 建安县 南安县 龙溪县 |

唐朝闽州刺史
- 袁德仁（711年）
- 任乾英（712年）
- 梁惟忠（716年）
- 傅黃中（718年）
- 謝光庭（721年）
- 王峙（722年）
- 田義昌（722年）